# Giuseppe Andreoli (général)
Pour les articles homonymes, voir Giuseppe Andreoli et Andreoli.
Giuseppe Andreoli (Milan, 11 juin 1892 - Kuźnica Żelichowska, 28 janvier 1945) est un général italien, vétéran de la Première Guerre mondiale. 
Au cours de la Seconde Guerre mondiale, il a commandé le régiment tactique "Argens", la 224e division côtière et la 2e division célère "Emanuele Filiberto Testa di Ferro". Capturé par les Allemands à Coni après la signature de l'armistice le 8 septembre 1943, il a été transféré à l'Offizierlager 64/Z (camp de concentration à Schokken, puis a été abattu par les nazis à Kuźnica Żelichowska, en Pologne, au cours d'une marche de la mort. Son meurtre a eu lieu après l'évacuation du camp de concentration vers lequel il avait été déporté avec deux cents autres officiers généraux italiens emprisonnés par le Reich nazi.

## Biographie
Il est né à Milan le 11 juin 1892, fils de Guglielmo. Il commence sa carrière militaire très jeune et s'engage dans l'armée royale (Regio Esercito) en 1909. Il fréquente l'Académie royale militaire d'artillerie et de génie de Turin, qu'il quitte le 23 février 1903 avec le grade de sous-lieutenant (sottotenente), affecté au 10e régiment d'artillerie de campagne. Promu lieutenant (tenente), puis capitaine (capitano), il participe à la Première Guerre mondiale, étant promu deux fois pour mérite de guerre dans les batailles du Karst. Dans l'après-guerre, servant dans le 6e régiment d'artillerie lourde de campagne, il suit les cours de l'école de guerre de l'armée entre 1922 et 1923, et complète ensuite l'expérience pratique du service dans l'état-major des divisions militaires de Trévise puis de Trieste.
Major (Maggiore) en 1926 (ancienneté rétroactive de 1918), lieutenant-colonel (tenente colonnello) en 1927,  il sert pendant les dix années suivantes dans le corps d'état-major général. Promu colonel (colonnello) le 1er janvier 1937, il reçoit le commandement du 30e régiment d'artillerie de la 7e division d'infanterie "Lupi di Toscana", avec laquelle il est envoyé en Albanie en avril 1939. Au mois d'août suivant, il est appelé à diriger le bureau d'information du commandement supérieur des forces armées italiennes (Forze armate italiane - FF.AA.) d'Albanie et a eu la même affectation l'année suivante au Commandement de l'Armée du Pô à la veille de l'entrée en guerre du royaume d'Italie, qui a eu lieu le 10 juin 1940.
Il participe aux opérations sur la frontière occidentale contre la France. Transféré à nouveau à l'état-major général, il devient chef d'état-major du 4e corps d'armée d'abord, puis de la 9e armée (jusqu'au 29 juin 1941) déployée sur le front gréco-albanais. Promu général de brigade le 1er juillet 1941, il se voit confier le commandement de l'artillerie du 1er corps d'armée à Turin. À partir du 12 janvier 1943, il est affecté au commandement de la 4e corps d'armée en Provence avec la tâche spéciale de commander le Régiment tactique "Argens", une unité de formation rapide en position de réserve en Provence, qui est ensuite dissoute le 4 avril.
Il commande ensuite la 224e division côtière (à partir du 26 avril en remplacement du général Luigi Mazzini), puis la 2e division célère "Emanuele Filiberto Testa di Ferro" (à partir du 6 août en remplacement du général Mario Badino Rossi). Le 26 avril 1943, il est temporairement élevé au rang de général de division (generale di divisione).
Après l'armistice du 8 septembre 1943 (armistice de Cassibile), il est capturé à Coni le 18 du même mois et déporté dans un wagon blindé vers le camp de prisonniers allemands pour officiers italiens situé en Pologne et destiné à ceux qui ne veulent pas rejoindre la République sociale italienne. Il s'agissait de l'Offizierlager 64/Z à Schokken, zweiglager (sous-camp) d'Altburgund dans la XXIe Région militaire (Wehrkreis XXI] (à la fin de 1944, deux cent soixante-six soldats italiens, dont cent soixante-dix-sept généraux, étaient emprisonnés dans ce camp).

### La marche de la mort
Lorsque, à la mi-janvier 1945, l'Armée rouge soviétique est sur la Vistule, le commandement nazi décide d'évacuer le camp et de transférer les internés à Luckenwalde, au sud de Berlin. C'est ainsi que commence l'une des nombreuses marches de la mort, la colonne des généraux étant divisée en plusieurs sections. Avec seize autres codétenus, il s'arrête avec certains d'entre eux dans une taverne en chemin à la recherche de nourriture : ils sont remarqués par un sous-officier de la Luftwaffe et signalés aux Waffen-SS. C'est à Kuźnica Żelichowska, le 28 janvier, avant que la marche ne puisse reprendre, qu'a lieu, sous les yeux des Polonaises et des déportés terrifiés, le massacre des personnes incapables de marcher. Le premier à tomber sous le feu nazi fut le général de corps d'armée Carlo Spatocco; puis vint le tour du général Emanuele Balbo Bertone ; puis ce fut le tour d'Alberto Trionfi d'être tué, et après lui les généraux Alessandro Vaccaneo, Giuseppe Andreoli et Ugo Ferrero.

## Décorations
- Médaille d'argent de la valeur militaire

- Au cours d'une marche épuisante, effectuée dans des conditions désastreuses en raison de la difficulté des approvisionnements et du mauvais temps, organisée par le commandement allemand pour le sauver, ainsi que d'autres généraux italiens, de l'avancée russe, bien qu'affaibli par la dure captivité et épuisé par la fatigue, il réussit à s'échapper. En pays hostile, reconnu par la population, il est capturé et remis aux SS allemands. Il reprit la marche et tomba d'épuisement en cours de route, et fut barbarement massacré. Schelkiow 28 janvier 1945.
- Officier de l'ordre des Saints-Maurice-et-Lazare - arrêté royal du 22 décembre 1941 [6]

- Médaille commémorative de la guerre italo-autrichienne 1915-1918
- Médaille commémorative de l'Unité italienne
- Médaille italienne de la Victoire interalliée

## Source
- (it) Cet article est partiellement ou en totalité issu de l’article de Wikipédia en italien intitulé « Giuseppe Andreoli » (voir la liste des auteurs).